# Hyperolius puncticulatus
Espèce
Synonymes
- Rappia puncticulata Pfeffer, 1893

Statut de conservation UICN

 EN B1ab(iii) : En danger
Hyperolius puncticulatus est une espèce d'amphibiens de la famille des Hyperoliidae. Elle est une des nombreuses espèces à être appelée grenouille des roseaux.

## Répartition et habitat
Cette espèce est endémique de la partie occidentale de l'île d'Unguja en Tanzanie. Elle se rencontre à très basse altitude,.
Elle vit dans des habitats variés tel que la forêt tropicale sèche, la forêt tropicale humide et les broussailles.

## Publication originale
- Pfeffer, 1893 : Ostafrikanische Reptilien und Amphibien, gesammelt von Herrn Dr. F. Stuhlmann im Jahre 1888 und 1889. Jahrbuch der Hamburgischen Wissenschaftlichen Anstalten, vol. 10, p. 71-105 (texte intégral).